# Strømmen
Strømmen est une ville de la kommune de Skedsmo, en Norvège.